# Eco Malta
L'Eco Malta è un Ro-Ro appartenente alla società italiana Gruppo Grimaldi.

## Servizio
Varato nell'autunno del 2020 nel cantiere navale Nanjing Jinglin Shipyard di Nanjing per il Gruppo Grimaldi alla quale viene consegnato 1 marzo 2022, giunge nel porto di Venezia il giorno stesso successivo e viene immesso nei collegamenti tra Venezia, Bari e Patrasso.

## Navi gemelle
- Eco Barcellona
- Eco Livorno
- Eco Savona
- Eco Adriatica
- Eco Catania
- Eco Valencia
- Eco Mediterranea
- Eco Italia
- Eco Salerno
- Eco Napoli